# Marc Anneu
Marc Anneu (en llatí Marcus Anneius) va ser un militar romà del segle i aC.
Era legat de Ciceró durant el seu govern a Cilícia l'any 51 aC. Ciceró li va donar una carta de presentació al pretor de Sardes, Minucius Thermus, on Anneu havia d'anar per afers de negocis o familiars perquè l'ajudés en aquells assumptes. L'any 50 aC era al costat de Ciceró, com a comandant d'una part de les seves forces, en la seva campanya contra els parts.